# Ordini, decorazioni e medaglie del Mali

## Decorazioni
| Nastro | Onorificenza                     |
| ------ | -------------------------------- |
|        | Medaglia d'oro dell'Indipendenza |

## Ordine nazionale
| Nastro | Onorificenza                                           |
| ------ | ------------------------------------------------------ |
|        | Cavaliere di gran croce dell'Ordine nazionale del Mali |
|        | Grand'ufficiale dell'Ordine nazionale del Mali         |
|        | Commendatore dell'Ordine nazionale del Mali            |
|        | Ufficiale dell'Ordine nazionale del Mali               |
|        | Cavaliere dell'Ordine nazionale del Mali               |
|        | Commendatore dell'Ordine al merito della salute        |
|        | Ufficiale dell'Ordine al merito della salute           |
|        | Cavaliere dell'Ordine al merito della salute           |
|        | Commendatore dell'Ordine al merito agricolo            |
|        | Ufficiale dell'Ordine al merito agricolo               |
|        | Cavaliere dell'Ordine al merito agricolo               |

## Medaglie
| Nastro | Onorificenza                         |
| ------ | ------------------------------------ |
|        | Croce al valor militare              |
|        | Medaglia al merito militare          |
|        | Medaglia del salvataggio             |
|        | Medaglia dei feriti                  |
|        | Medaglia commemorativa di campagna   |
|        | Stella d'argento al merito nazionale |